# 7351 Yoshidamichi
7351 Yoshidamichi è un asteroide della fascia principale. Scoperto nel 1993, presenta un'orbita caratterizzata da un semiasse maggiore pari a 2,5645228 au e da un'eccentricità di 0,0661808, inclinata di 6,48877° rispetto all'eclittica.
L'asteroide è dedicato all'astronomo giapponese Michitoshi Yoshida.